# Папская интронизация

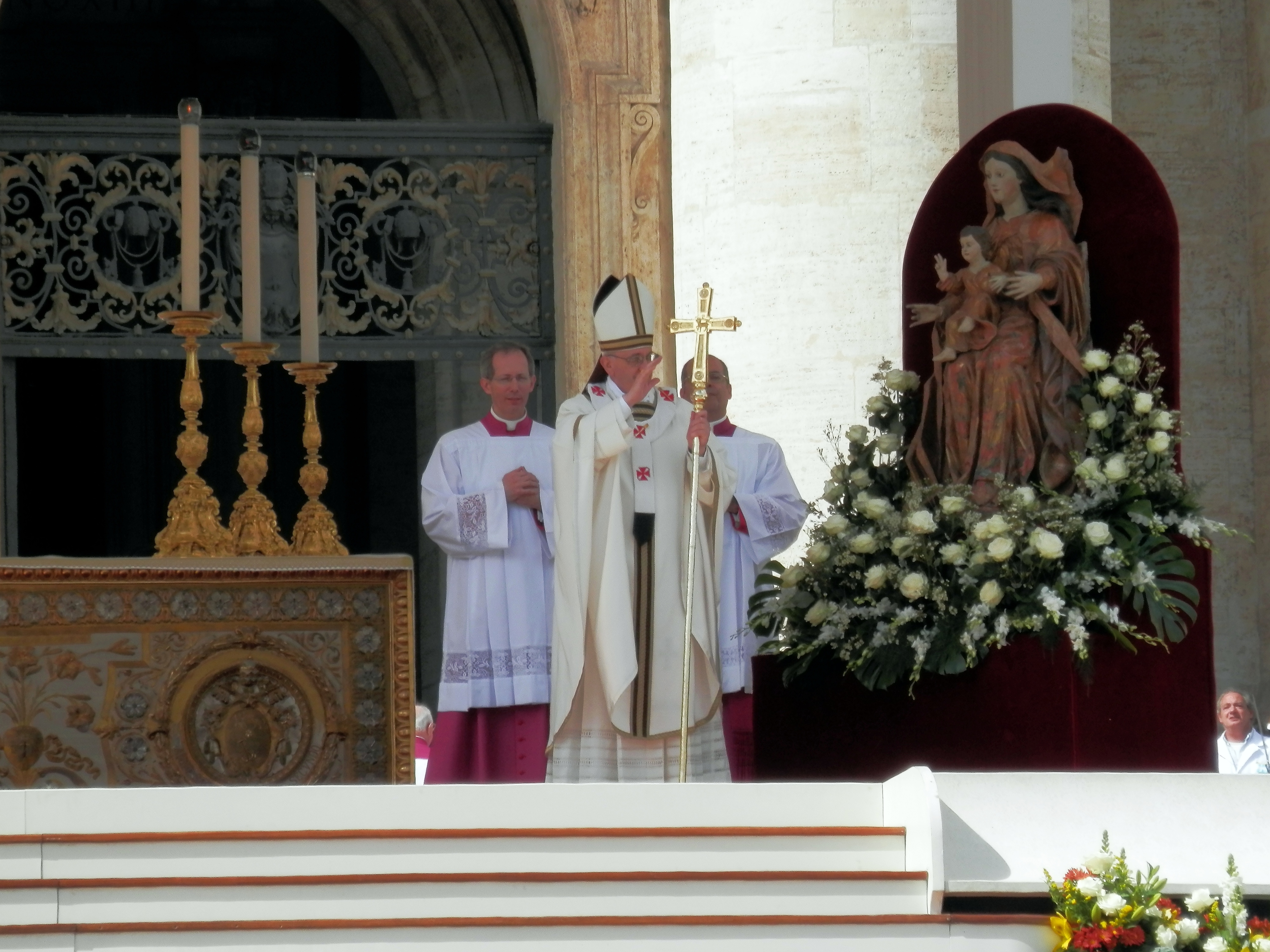

Папская интронизация или папская интронизационная месса — литургическая служба Римско-католической церкви (служащаяся по римскому обряду, но с элементами византийского обряда) для церковной инвеституры в должность папы римского. Она больше не включает старую тысячелетнюю церемонию папской коронации.
Павел VI, последний папа римский, который был коронован или использовал папскую тиару, отказался от использования тиары на церемонии в конце Второго Ватиканского собора и отдал свою личную тиару базилике Национальной Святыни Непорочного Зачатия в городе Вашингтоне как подарок католикам Соединённых Штатов Америки. Однако более 20 других тиар остаются в Ватикане. Одна из них все ещё используется символически как корона статуи Святого Петра в день его праздника каждый год. Первым за множество столетий папой римским, открывавшим свой понтификат без коронации, был папа Иоанн Павел I.

## Замена коронации
Хотя Павел VI решил не носить тиару, его апостольская конституция Romano Pontifici Eligendo 1975 года по-прежнему предусматривала церемонию коронации для его преемников. Однако папа римский Иоанн Павел I, избранный на августовском Конклаве 1978 года, захотел более простую церемонию и уполномочил Вирджилио Ноэ, папского обер-церемониймейстера, спроектировать церемонию интронизации, которая и была использована. Она вписана в «интронизационную мессу», чья высшая точка — возложение паллия на плечи нового римского папы и демонстрация повиновения со стороны кардиналов.
Его преемник, папа римский Иоанн Павел II, последовал примеру своего предшественника, хотя и с дополнениями, некоторые из которых были взяты из прежних коронаций. Его интронизационная месса состоялась утром, а не вечером, как у Иоанна Павла I. Обращаясь в своей интронизационной проповеди к теме коронаций с папской тиарой, он сказал: «Сейчас не время возвращаться к церемонии и предмету, которые ошибочно рассматриваются как символ временной власти римских пап».
В своей апостольской конституции Universi Dominici Gregis 1996 года Иоанн Павел II установил, что должна иметь место «торжественная церемония введения понтифика в должность», но не определил, какая форма требуется, оставив это на усмотрение последующих пап.

## Современная интронизация
Современная папская интронизация, развившаяся из формы, установленной Иоанном Павлом I, вписана в мессу (обычно на площади перед собором Святого Петра) и включает формальное возложение паллия, символа вселенской юрисдикции римского папы, на недавно избранного римского папу кардиналом-протодьяконом.
К настоящему времени пятеро римских пап прошли не коронацию, а лишь интронизацию: Иоанн Павел I, Иоанн Павел II (оба в 1978 году), Бенедикт XVI (2005 год), Франциск (2013 год) и Лев XIV (2025 год).

Папа Бенедикт XVI также сделал короче присягу повиновения, которую кардиналы приносят по одному на протяжении мессы (все кардиналы предварительно приносят присягу повиновения во время избрания папы римского согласно обычным правилам проведения конклава).
Современная церемония не включает папскую клятву, чего требовали некоторые католики-традиционалисты. Они критикуют её отсутствие, а некоторые седевакантистские группы отказываются признавать законность современных римских пап из-за отсутствия присяги и тиары.

## Интронизация Бенедикта XVI
На следующий день после своего избрания папа римский Бенедикт XVI одобрил новые процедуры для интронизации. Он был формально интронизирован как верховный понтифик 24 апреля 2005 года. Церемония началась с того, что папа римский и кардиналы встали на колени над могилой святого Петра ниже высшего алтаря собора Святого Петра — святой Пётр рассматривается Римско-католической церковью как первый папа римский, — чтобы отдать ему почтение и испросить его молитв. Папа Бенедикт XVI сказал: «Я ухожу оттуда, куда пришёл апостол». Затем папа и кардиналы проследовали на площади Святого Петра для интронизационной мессы, при этом пелась литания всем Святым, испрашивая у них помощи для нового папы.

### Получение паллия и кольца Рыбака
Папа римский в ходе интронизации получает паллий и кольцо рыбака. Паллий папы римского Бенедикта XVI отличался от паллия его предшественников: он вернулся к более ранней форме, фактически идентичной древнему омофору (использующемуся восточными епископами). Он более широк, чем стандартный митрополичий паллий, хотя не столь широк, как современный омофор. Длина папского паллия — 2,4 метра, он сделан из шерсти с черными шелковыми кончиками. У паллия пять вышитых красных шелковых крестов вместо шести черных, как на обычном паллии митрополита.

### Клятва повиновения римскому папе
На этой церемонии вместо обычной клятвы кардиналов, которые становились на колени перед папой римским, чтобы поклясться в лояльности ему, как они уже делали прямо после его избрания, клятву приносили двенадцать человек, как миряне, так и клирики. На колени перед Бенедиктом XVI, чтобы поклясться в повиновении, становились: старший кардинал-епископ — декан Коллегии кардиналов, старший кардинал-священник — кардинал-протопресвитер, старший кардинал-дьякон — кардинал-протодьякон, епископ бывшей субурбикарной епархии Бенедикта Веллетри-Сеньи, священник, служащий как настоятель бывшей титулярной церкви Бенедикта, когда он был кардиналом-священником, диакон, монах, бенедиктинская монахиня, женатая пара из Кореи, молодая женщина из Шри-Ланки и молодой человек из Демократической республики Конго, которые недавно получили конфирмацию.

### После церемонии
После мессы папа Бенедикт XVI приветствовал внутри собора Святого Петра, перед главным алтарем, различные делегации, представленные на его интронизации, включая королей, королев, принцев и глав государств. В последующие дни он посетил другие большие базилики Рима. На следующий день после своей интронизации в соборе Святого Петра он воздал почтение другому первоверховному апостолу, посетив базилику Святого Павла за городскими стенами. 7 мая он вступил в права епископа собора Святого Иоанна Латеранского, своей кафедральной церкви. Позднее тем же вечером он поклонился и почтил икону Девы Марии Salus Populi Romani в базилике Санта Мария Маджоре.

## Будущее церемонии интронизации
В то время как ритуалы, проводившиеся при интронизации римских пап Иоанна Павла I и Иоанна Павла II были временными ad hoc обрядами, используемые для папы римского Бенедикта XVI таковыми уже не считались. При папе римском Иоанне Павле II Служба литургических церемоний верховного понтифика подготовила проект версии постоянного обряда, который был представлен для пересмотра и возможного одобрения как категорического ordo (порядка) преемником Иоанна Павла II. Бенедикт XVI одобрил этот новый обряд 20 апреля 2005 года. После этого описание обряда было издано как официальная литургическая книга Церкви под названием Ordo Rituum pro Ministerii Petrini Initio Romae Episcopi (Порядок обрядов в период начала Петрова служения епископа Рима). На пресс-конференции, проведенной перед интронизацией папы римского Бенедикта XVI, архиепископ Пьеро Марини, папский обер-церемониймейстер, обозначил этот обряд как часть литургических реформ, которые последовали за Вторым Ватиканским Собором. Ordo Rituum pro Ministerii Petrini Initio Romae Episcopi содержит не только обряд интронизационной мессы, но также и обряд мессы интронизации нового римского папы на римскую кафедру — на трон епископа Рима в Латеранской базилике, кафедральном соборе Рима и первой среди базилик Римско-католической церкви, которая выше рангом даже Ватиканской базилики. Римские папы обычно совершают мессу интронизации на римскую кафедру в пределах нескольких дней после папской интронизации.

## Список папских интронизаций1978—2025
Список всех папских интронизаций между 1978 и 2025 годами:
- 3 сентября 1978 года (Рим) — папа римский Иоанн Павел I, получил паллий от кардинала Перикле Феличи, кардинала-протодьякона титулярной диаконии Санто-Апполинаре-алле-Терме-Нерониане-Алессандрине.
- 22 октября 1978 года (Рим) — папа римский Иоанн Павел II, получил паллий от кардинала Перикле Феличи, кардинала-протодьякона титулярной диаконии Санто-Апполинаре-алле-Терме-Нерониане-Алессандрине.
- 24 апреля 2005 года (Рим) — папа римский Бенедикт XVI, получил паллий от кардинала Хорхе Артуро Медины Эстевеса, кардинала-протодьякона титулярной диаконии Сан-Саба.
- 19 марта 2013 года (Рим) — папа римский Франциск, получил паллий от кардинала Жана-Луи Торана, кардинала-протодьякона титулярной диаконии Санто-Апполинаре-алле-Терме-Нерониане-Алессандрине.
- 18 мая 2025 года (Рим) — папа римский Лев XIV, получил паллий от кардинала Марио Дзенари, кардинала-дьякона титулярной диаконии Санта-Мария-делле-Грацие-алле-Форначи-фуори-Порта-Кавалледжери.